# Babker See
Der Babker See ist ein See im Süden des Gemeindegebietes von Klein Vielen im Landkreis Mecklenburgische Seenplatte in Mecklenburg-Vorpommern. Er hat eine Länge von rund 700 m.
Im See gibt es Aale, Brachse, Barsche, Güster, Hechte, Karpfen, Rotaugen, Rotfedern, Schleie, Welse und Zander.

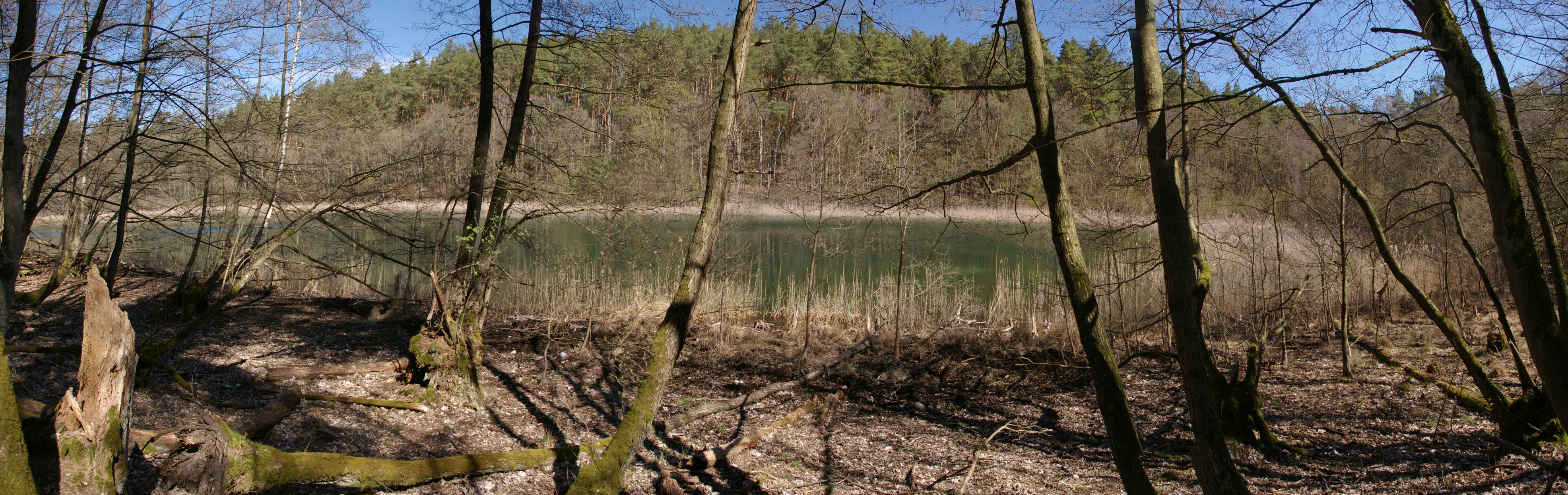
östl. See mit Blickrichtung NO
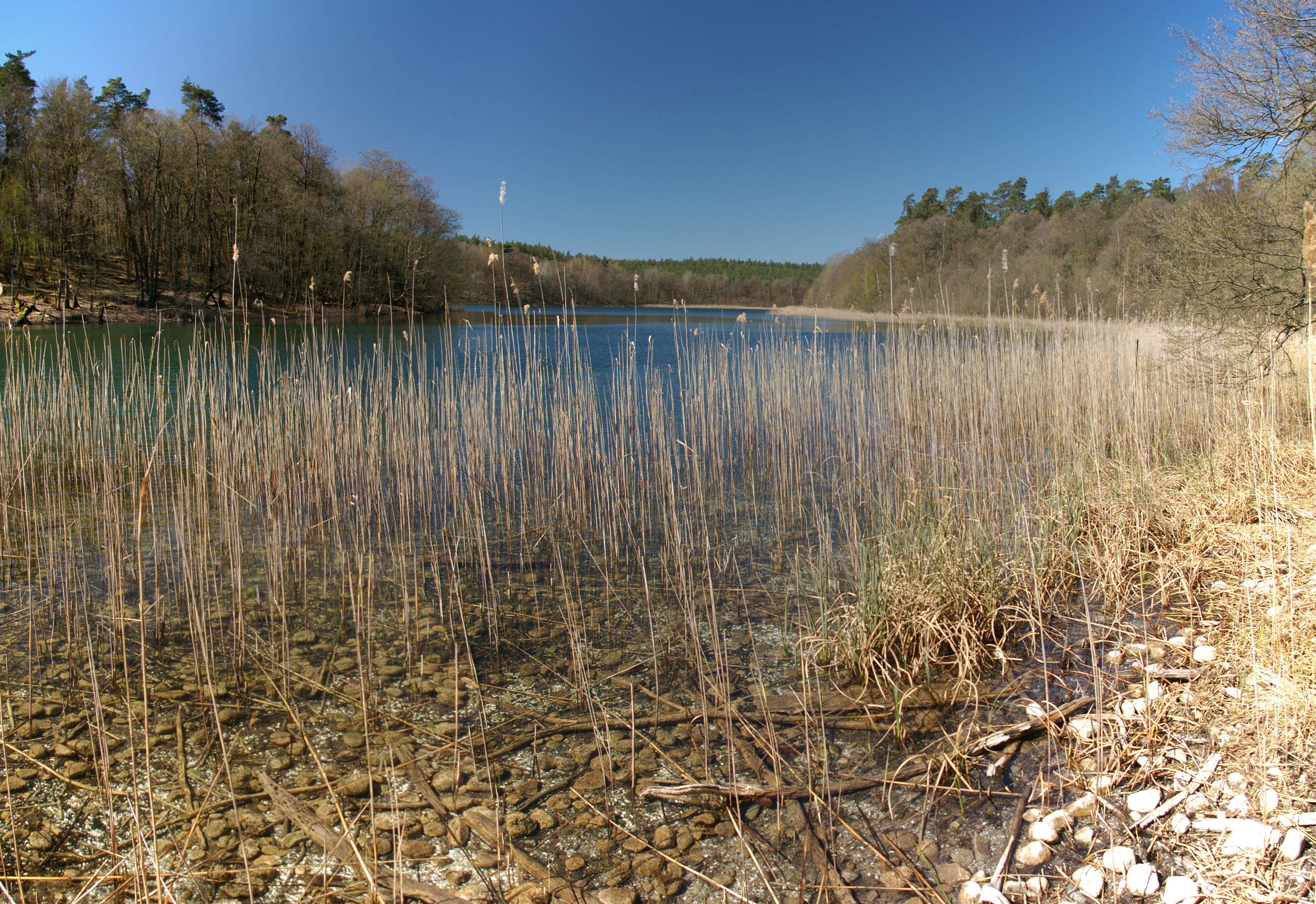
östl. See mit Blickrichtung W